# Institute for Women, Gender and Development Studies
Institute for Women, Gender and Development Studies (IWGDS) is een instituut op de campus van de Anton de Kom Universiteit van Suriname (AdeKUS). Het maakt onderdeel uit van de Faculteiten der Maatschappijwetenschappen.
Het IWGDS werd op 6 december 2006 in het leven geroepen. Het geeft onderwijs, doet onderzoek en staat in nauw contact met de samenleving. Het richt zich op de ontwikkeling van levensomstandigheden van vrouwen en mannen en op discriminatie op grond van seksuele geaardheid. Het instituut baseert zich op internationale verdragen die door Suriname zijn geratificeerd. Het werkt samen met buitenlandse universiteiten en genderinstituten en in eigen land met allerlei organisaties waaronder het ministerie van Binnenlandse Zaken, die een eigen Bureau voor Genderaangelegenheden (BGA) heeft.
Door middel van gendermainstreaming zet het IWGDS zich in voor gelijkheid tussen mannen en vrouwen. Sinds 2015 installeert het in samenwerking met het Bevolkingsfonds van de Verenigde Naties (UNFPA) ambassadeurs op de AdeKUS; bij het begin van het nieuwe schooljaar was de IWGDS aanwezig om studenten te verwelkomen en uitleg te geven over (de gevolgen van) huiselijk geweld. Verder is het onder meer betrokken bij de organisatie van paneldiscussies, discussieavonden, protestlopen, en het geven van interviews.